# Clássico da Paz (Rio de Janeiro)
Clássico da Paz é o confronto entre o America e Vasco, ambas equipes da cidade do Rio de Janeiro, que se confrontam desde 14 de março de 1920, com vitória do America, por 5 a 1, no Campo da Rua Campos Sales.

## Introdução
Trata-se do único clássico histórico disputado por clubes com sede na Zona Norte do Rio de Janeiro. Antes do Vasco da Gama ter aderido ao futebol, era o America, o clube da colônia portuguesa do Rio de Janeiro, clubes estes que seriam os maiores rivais do futebol carioca no final da Década de 1920 e início da Década de 1930, o que teria contribuído também para que o confronto de pacificação do futebol carioca em 1937 envolvesse esses dois clubes.
Esse nome foi dado pois este foi o primeiro clássico disputado após a pacificação das duas ligas até então existentes no Rio de Janeiro, por divergências políticas entre os clubes cariocas. Tal pacificação se deu por iniciativa dos então presidentes do Vasco, Pedro Pereira Novaes, e do America, Pedro Magalhães Correia, também conhecidos como "Os Pacificadores".
Com a vitória do Vasco, por 3 a 2 em 31 de julho de 1937 no Estádio de São Januário perante um público de cerca de 25.000 torcedores, que proporcionaram a excelente renda de 99$450$000, o Vasco conquistou os troféus Taça Pinto Bastos e Bronze da Vitória, esta última concedida pela revista "O Cruzeiro".
Havia um terceiro troféu em jogo, mais importante, pois foi definido em melhor de três jogos, o Troféu da Paz "O Camiseiro". Segundo o Jornal do Brasil, edição de 24 de março de 1942, este terceiro jogo para decidir a posse definitiva do Troféu da Paz só foi disputado em 22 de março de 1942. O Vasco venceu por 2 a 1 e essa partida marcou, inclusive, a estreia de Ademir no Vasco. A partir desse momento, o jogo entre os dois clubes ganhou o apelido de Clássico da Paz. Segunda a versão americana, como o America ganhou os dois jogos posteriores por 3 a 1, em 5 de setembro de 1937 e por 2 a 0, em 25 de agosto de 1938, acabou conquistando o direito de ficar com a posse deste troféu.

## História
No Campeonato Carioca de 1928 começou uma sequência de quatro anos de disputas acirradas entre America e Vasco pelo título de campeão carioca. Neste ano o America foi campeão com 32 pontos, e o Vasco, vice, com 28. Vitória americana por 2 a 1 em Laranjeiras no Turno e empate por 1 a 1 em São Januário no Returno.
Em 1929, o Vasco é que foi campeão perante o America, vencendo uma melhor-de-três, em que aconteceram dois empates (0 a 0 e 1 a 1), com o Vasco vencendo a última partida por 5 a 1 em jogo disputado no Estádio de Laranjeiras, que proporcionou a excepcional renda de 130:013$000, com 17.420 pagantes.
Foi em um tumultuado confronto entre Vasco e America que foi decidido o Campeonato Carioca de 1930, pois o Botafogo empatou o Clássico Vovô por 2 a 2 em 7 de dezembro, encerrando com 32 pontos a sua participação no campeonato. O America ganhava o Vasco por 1 a 0 em 16 de novembro quando o campo de São Januário foi invadido, tendo os 2 minutos e 30 segundos finais sido disputados em 21 de dezembro. Com a manutenção do resultado, sagrou-se campeão o Botafogo, o Vasco com 31 pontos foi o vice e o America com 27, o terceiro.
Em 1931 America e Vasco fizeram uma disputa acirrada. No Primeiro Turno o Vasco venceu o America por 1 a 0, já no Segundo Turno o America venceu por 4 a 1, em jogo que praticamente decidiu o título, pois ao final, o America tinha 30 pontos e o Vasco 29.
No dia 18 de dezembro de 1938, em partida válida pelo Campeonato Carioca, no seu campo da rua Campos Sales, o America conseguiu virar o resultado de um jogo contra o Vasco em que começou perdendo por 4 a 0, para 6 a 4.
Em 30 de julho de 1939, em jogo contra o Vasco, o centroavante do America, Plácido de Assis Monsores, fraturou o antebraço no início do segundo tempo, prosseguindo no jogo com uma tipoia e ajudando o America a vencer por 3 a 1.
No empate por 2 a 2 em 4 de maio de 1941, pela primeira rodada do Campeonato Carioca, o goleiro americano Cabrita contundiu-se, e como não havia substituições então, o lateral Oscar foi para o gol, tendo inclusive defendido um pênalti.
O desenrolar da partida America 3 a 2 Vasco em 1 de outubro de 1944 foi marcado por um fato peculiar, a acusação americana de que horas antes da partida teriam sido mandadas para a sede do America, laranjas envenenadas endereçadas a seus jogadores. Examinadas as laranjas pelo Serviço de Toxicologia posteriormente, não foi encontrado nelas nenhum produto nocivo.
O America sagrou-se campeão invicto do Torneio Relâmpago de 1945, ao vencer o Vasco na final por 2 a 1 no Estádio de Laranjeiras, perante 16.000 pagantes.
O jogo mais importante entre estes dois clubes, foi a primeira final do Campeonato Carioca de 1950 no Maracanã, em 28 de janeiro de 1951, quando o Vasco sagrou-se campeão vencendo o America por 2 a 1, perante um público de  121.765 pessoas (104.775 pagantes), sendo este também o primeiro clássico entre estas equipes disputado no Maracanã e a primeira partida transmitida por um canal de televisão desse estádio, pela TV Tupi do Rio de Janeiro.
O America foi campeão do Torneio Internacional Negrão de Lima em 1967, ao vencer o Vasco na decisão disputada no Maracanã por 3 a 1, com 3 gols de seu artilheiro Edu. Participaram ainda deste torneio, o Club Nacional de Fútbol de Montevidéu e o Club Atlético Huracán de Buenos Aires.
A vitória vascaína por 3 a 2 no returno do Campeonato Carioca de 1970 deixou o Vasco em excelentes condições de conquistar o título daquele ano depois de doze anos de espera, o que veio a acontecer na vitória por 2 a 1 sobre o Botafogo na rodada seguinte, com o clube rubro terminando este campeonato em quarto lugar.
O Vasco foi vice-campeão e o America terceiro colocado no Campeonato Carioca de 1974. Na fase final, o Clássico da Paz terminou empatado por 2 a 2.
America e Vasco classificaram-se para a disputa da fase final do Campeonato Carioca de 1976 com Botafogo e Fluminense, que acabou campeão, com o Vasco como vice e o America em terceiro, tendo sido registrado empate por 1 a 1 na partida disputada entre cruzmaltinos e rubros.
No Campeonato Carioca de 1977, a única derrota do Vasco campeão foi justamente para o também forte time do America de então, por 1 a 0, na Taça Guanabara.
Em 1982 os dois clubes novamente se classificaram para a fase final do Campeonato Carioca, desta vez junto com o Flamengo, tendo o Vasco sagrado-se campeão e o America tendo terminado este campeonato em terceiro, com vitória vascaína logo no primeiro jogo do triangular final, por 1 a 0.
Um outro fato histórico sobre o confronto entre estes clubes, é que antes do Vasco aparecer nos campos de futebol, o America era o clube preferido da colônia portuguesa do Rio de Janeiro.

## Outras estatísticas
- Maior goleada do Vasco: 9–0 em 12 de fevereiro de 2011.[9]
- Maior goleada do America: 5–1 em 19 de novembro de 1943.
- Empate com mais gols: 4–4, em 2 de junho de 1951.
- O Clássico da Paz já foi realizado em 7 cidades: Rio de Janeiro,  Cachoeiras de Macacu, Mesquita, Niterói, Volta Redonda, Brasília (DF) e Cariacica (ES).
- Pelo Campeonato Brasileiro Unificado foram 14 jogos, com 7 vitórias do Vasco, 3 do America e 4 empates, com o Vasco marcando 18 gols e o America 13, com 2 partidas tendo sido disputadas em São Januário e as demais no Maracanã.

## Decisões
- Torneio Início de 1929 : Vasco campeão.
- Campeonato Carioca de 1929: Vasco campeão.
- Torneio Relâmpago de 1945: America campeão.
- Campeonato Carioca de 1950: Vasco campeão.
- Torneio Internacional Negrão de Lima de 1967: America campeão.

## Jogos importantes
- Campeonato Carioca de 1974:

America, Vasco e Flamengo, que acabaria campeão, compuseram a fase decisiva deste campeonato.
- Campeonato Carioca de 1976:

America, Botafogo, Vasco e Fluminense, que acabaria campeão, compuseram a fase decisiva deste campeonato.
- Campeonato Carioca de 1982:

America, Flamengo e Vasco, que acabaria campeão, compuseram a fase decisiva deste campeonato.

## Outros grandes momentos
Além das oportunidades acima nas quais se confrontaram diretamente pelos títulos de campeões, os clubes foram campeões com o outro vice, nas seguintes ocasiões:
America campeão, Vasco vice
- Campeonato Carioca de 1928.
- Campeonato Carioca de 1931.

Vasco campeão, America vice
- Torneio Municipal de 1944.
- Torneio Relâmpago de 1946.

## Maiores públicos
- Aonde não consta referência aos públicos pagante e presente, a referência é apenas aos pagantes.

1. America 1–2 Vasco, 121.765 (104.775 pags.), 28 de janeiro de 1951.
2. America 1–3 Vasco, 81.570 (75.277 pags.), 2 de setembro de 1956.
3. America 3–1 Vasco, 79.922 (70.146 pags.), 13 de agosto de 1967.
4. America 3–3 Vasco, 61.343 (55.356 pags.), 7 de março de 1956.
5. America 0–2 Vasco, 60.542, 3 de novembro de 1974.
6. America 2–2 Vasco, 56.639, 13 de Abril de 1969.[10]
7. America 4–0 Vasco, 56.349  (39.554 pags.), 9 de agosto de 1953.
8. America 0–1 Vasco, 53.434, 28 de novembro de 1982.
9. America 0–2 Vasco, 51.382  (34.167 pags.), 28 de dezembro de 1952.
10. America 1–2 Vasco, 48.484 (41.656 pags.), 31 de agosto de 1958.
11. America 1–3 Vasco, 47.164, 27 de fevereiro de 1982.
12. America 1–1 Vasco, 46.261 (37.138 pags.), 2 de outubro de 1954.
13. America 2–0 Vasco, 46.155  (38.590 pags.), 26 de janeiro de 1955.
14. America 1–2 Vasco, 45.484, 2 de dezembro de 1984.
15. America 2–3 Vasco, 44.907, 13 de setembro de 1970.
16. America 0–1 Vasco, 41.952 (33.021 pags.), 26 de maio de 1968.
17. America 2–3 Vasco, 41.860 (33.927 pags.), 10 de março de 1968.
18. America 2–2 Vasco, 41.007, 13 de abril de 1975.

Por décadas
- 1951/1960: 8.
- 1961/1970: 5.
- 1971/1980: 2.
- 1981/1990: 3.

Maior público no Campeonato Brasileiro
America 1–3 Vasco, 47.164, 27 de fevereiro de 1982.